# Kravehaj
Kravehajen (latin: Chlamydoselachus anguineus) er den eneste art i familien Chlamydoselachidae. Flere uddøde arter kendes fra fossile tænder. Hajen kan nå en længde på op til 2 m.